# Club Sirio Libanés de Buenos Aires
El Club Sirio Libanés de Buenos Aires es una institución representativa de la colectividad sirio-libanesa de la ciudad de Buenos Aires. Cuenta con una sede en el barrio de Recoleta y con otra en el de Saavedra.
La sede de Saavedra se encuentra en la esquina de la Avenida Ricardo Balbín y la Calle Galván y justo frente a ella está el Parque Sarmiento, un espacio verde con distinta infraestructura de esparcimiento y deporte. La de Recoleta se encuentra en la esquina de las calles Ayacucho y Pacheco de Melo, a una cuadra de la Avenida Las Heras.

## Historia
En 1925 un grupo de jóvenes provenientes de la ciudad siria de Homs se nuclean en una asociación llamada La Juventud Homsiense, precursora del Homs Club, fundado el 6 de mayo de 1938 con sede en uno de los edificios exponentes del art decó en la Argentina obra del arquitecto Alejandro Virasoro. Mencionado edificio, ubicado en la esquina de las calles Ayacucho y Pacheco de Melo, es la sede actual del Club Sirio-libanés, que lleva esa denominación desde el 6 de diciembre de 1978.
En el año 1985 el club obtuvo la concesión del predio que actualmente posee en Saavedra, donde construyó una sede deportiva a la cual se accede por las Calle Galván o por la Avenida Triunvirato.

## Infraestructura
La sede de Saavedra cuenta con instalaciones tales como un quincho, un restaurante y un salón de conferencias. En cuanto a lo deportivo, cuenta con canchas de fútbol, una cancha de minigolf, una cancha de voleibol, seis canchas de tenis, un gimnasio, una pileta de natación y un solárium.